# Type 30 SNCB
Ne doit pas être confondu avec le Type 30 de 1861 et avec le Type 30 de 1941.
 (novembre 2017).
Le Type 30 de la SNCB est un modèle de locomotive pour services mixtes de conception anglaise mise en service à 82 exemplaires par les Chemins de fer de l’État Belge entre 1899 et 1901 dans la foulée du type 17, lui aussi de conception anglaise. Deux versions améliorées du type 30, les type 32 (futur type 44) et type 32S (futur type 41), seront produites à 809 exemplaires de 1901 à 1914.
Contrairement aux type 32 et 32S, plus performantes, la carrière des locomotives type 30 sera plus courte et la dernière locomotive de ce modèle disparaitra des effectifs de la SNCB en 1932.

## Origines

### Locomotives pour trains de marchandises en service à l’État belge
Au tournant du XXe siècle, en dehors de plusieurs petites séries de 030 et 040 héritées des compagnies privées intégrées aux chemins de fer de l’État belge, le parc de locomotives pour trains de marchandises en service comprenait seulement trois modèles, tous de disposition 030 à cylindres intérieurs et foyer Belpaire.
- La type 28 et ses ancêtres des types 30 et 33 : des locomotives à roues de 1 450 mm pour lignes de plaine apparues en 1864 (1861 pour les Types 30 et 33 à foyer Belpaire rond) et produites à 253 exemplaires jusque 1883. Elles assuraient alors des trains de marchandises courts, surtout sur les lignes faciles, et en fin de carrière, remorqueront aussi des trains de voyageurs omnibus[1].
- La type 29 apparue en 1875 : des machines directement issues du modèle précèdent dont la seule différence était le plus faible diamètre des roues motrices (1 350 mm) qui permettait de meilleures performances sur les lignes accidentées au détriment de la vitesse. En tout, 356 sont sorties d’usine jusque 1884 et une seconde tranche de 116 machines sera construite entre 1898 et 1901 alors que ce modèle était déjà obsolète[2].
- La type 25 : une lourde 030 à roues de 1 300 mm munie d’un très large foyer. Apparue en 1884 et produite à 472 exemplaires jusqu'en 1898, elle était destinée aux lignes difficiles et aux trains lourds sur lignes de plaine, d’où son surnom de "charbonnière"[3].

Ces grandes séries étaient déjà anciennes et leurs foyers Belpaire surplombant le châssis étaient faits pour brûler du charbon tout-venant à faible rendement mais nécessitant une grande surface de grille.
Ce problème de l’augmentation démesurée de la taille des foyers sans parvenir à fournir une puissance suffisante touchait également les locomotives à voyageurs construites à la même époque (Type 12, Type 6, Type 16) et sera résolu en changeant de combustible au profit des briquettes en en équipant les nouveaux modèles de foyers étroits mais plus profonds.

### Période McIntosh
Le régime McIntosh aux Chemins de fer de l'État belge ou époque Id s'étend de 1898 à 1910 et désigne la période durant laquelle les ingénieurs de la compagnie conçurent des machines à vapeur dérivées des machines de la Caledonian Railway (en) conçues par l'ingénieur John F. McIntosh (en). On peut la considérer comme une période de transition entre les régimes Belpaire (1864-1898) et Flamme.
Pour les trains de voyageurs, les Chemins de fer de l’État belge commandèrent des machines copiées sur la Classe 721 "Dunalastair" (en) des Caledonian Railways.
Afin de disposer, à peu de frais, d'un nouveau modèle pour les trains de marchandises, il fut décidé de dériver une version pour les trains de marchandises des modèles des Caledonian Railways.

### La Classe 812 des Caledonian Railways
Les auteurs A. Dagant, P. Dambly et J. Vandenberghen, se basant notamment sur les articles de la Revue Générale des Chemins de fer consacré aux locomotives belges des expositions universelles de 1900 et 1905 évoquent une transposition du type 17 avec trois roues motrices et un foyer moins profond mais quelques documents d'époque évoquent plutôt comme source d'inspiration une locomotive pour trains de marchandises des Caledonian Railways aux roues de 1 524 mm dont le type 30 aurait été dérivée en l'équipant d'un foyer mi-profond et dont l'empattement d'origine de 5 170 mm (sur le modèle anglais) dû au foyer profond situé entre les deuxième et troisième essieu a ainsi pu être diminué.
À cette époque, un nouveau modèle de locomotive pour trains de marchandises et omnibus de disposition « Mammouth » était en train d'être construit pour les Caledonian Railways, la Classe 812 "Jumbo" (en) qui possédait justement la même chaudière que les locomotives de classe 721 et ont été construites à 79 exemplaires de 1899 à 1900.
Ce lien de parenté entre ce modèle et le Type 30 semble probable mais peu de documentation l’atteste.
Ce modèle était lui-même l'évolution avec une meilleure chaudière des classe 294 et 711 "Jumbo" (en) mises en service entre 1883 et 1897 et conserve de cette dernière, le châssis, le corps cylindrique, la distribution, la dimension des roues motrices, le tender et l'aspect général (sauf la chaudière).
Ces locomotives, rejointes en 1908 par 17 machines quasi identiques désignées série 652 et par quatre série 30 avec surchauffe en 1912, ont continué leur carrière sous les couleurs du London, Midland and Scottish Railway en tête de trains de voyageurs et de marchandises. Seulement trois avaient été radiées avant la nationalisation de 1948 et la dernière locomotive en service ne fut pas radiée avant 1963.

### La construction des locomotives type 30

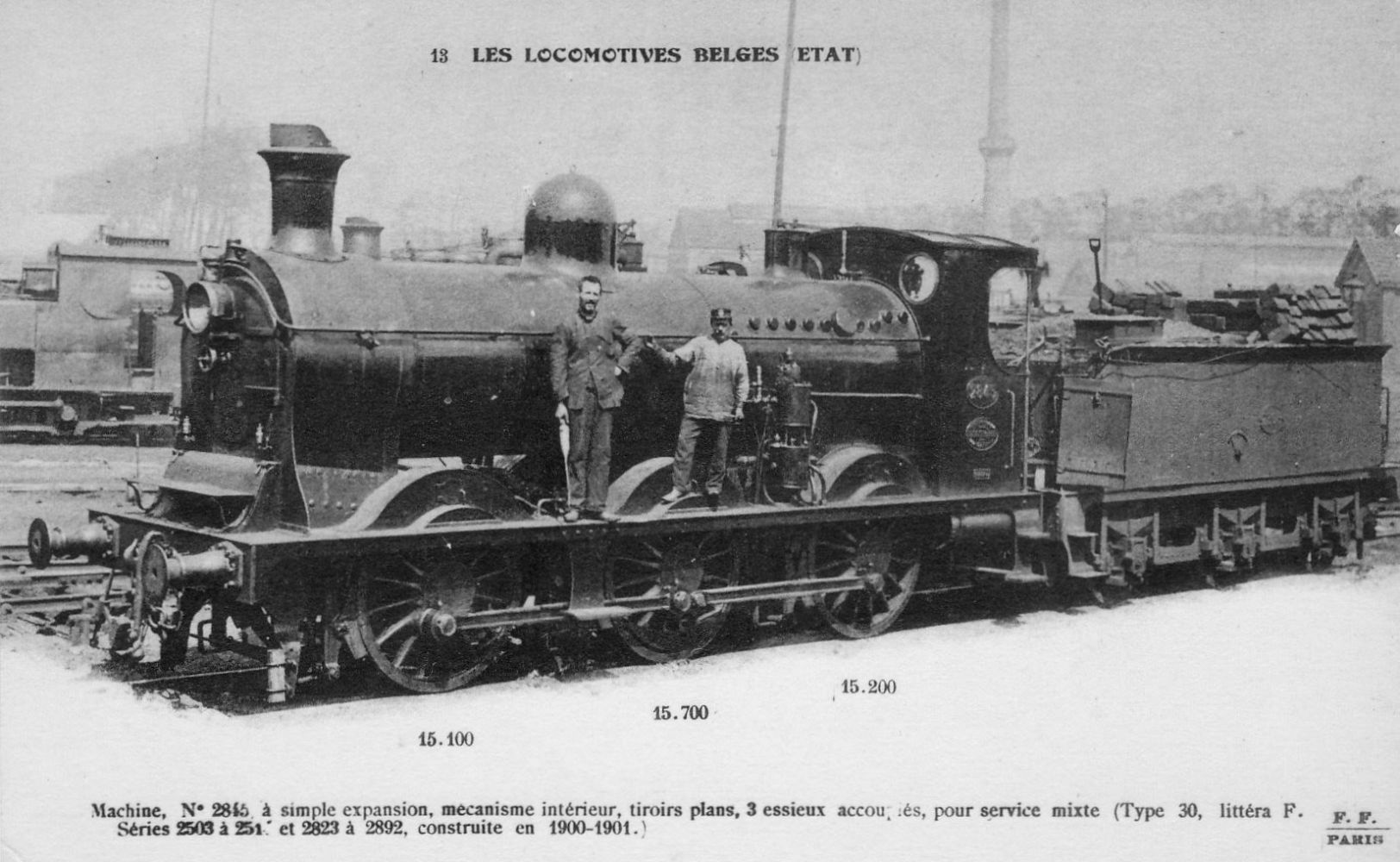
Carels livra la n°2845 en 1901 ; elle sera radiée entre 1926 et 1930.

La construction des 82 Type 30 fut confiée à plusieurs constructeurs comme il était généralement d’usage à l’époque.
Une première tranche de 12 machines fut commandée en 1899. Au même moment, les Chemins de fer de l’État Belge commandèrent 12 locomotives type 31 de disposition 130 construites par Baldwin aux États-Unis. Deux des Type 30 de la première tranche furent spécialement construites pour être exposées (sans leur tender) à l’exposition de Paris de 1900.
La première adjudication fut passée le 15 février 1899 pour une commande de dix locomotives.
- La Société de Saint-Léonard en construisit quatre (2503 à 2506)
- Les Forges Usines et Fonderies de Haine-Saint-Pierre, six (2507 à 2512)

La construction des locomotives destinées à l’exposition de Paris fut également confiée à ces deux constructeurs. Haine-Saint-Pierre se vit adjuger la construction de la 2513 le 17 février et Saint-Léonard, la construction de la 2514 le 21 de ce même mois.
Les locomotives américaines type 31 produisirent des résultats décevants, il fut donc décidé de commander une deuxième tranche de 70 locomotives Type 30. La commande de ces locomotives fut adjugée à sept constructeurs différents le 22 août 1900. Cette tranche sera la dernière avant la mise au point du Type 32.
- La Société de Saint-Léonard construisit huit unités (2823 à 2830) au prix de 84 025 francs.
- Les Forges Usines et Fonderies de Haine-Saint-Pierre livreront neuf exemplaires (2831 à 2839) au prix de 84 030 francs
- La société Carels frères construisit six exemplaires (2840 à 2845) au prix de 84 050 francs
- Zimmerman-Hanrez livrera quatre locomotives (2846 à 2849) au prix de 84 060 francs
- La Société Métallurgique de Couillet en fournira huit (2850 à 2857) au prix de 84 075 francs
- La Société Métallurgique de Tubize produisit neuf exemplaires (2858 à 2866) au prix de 84 080 francs
- La Société Franco-Belge (la Croyère) en livrera dix (2867 à 2876) au prix de 84 100 francs
- Cockerill sera sollicité pour en construire dix (2877 à 2886) au prix de 84 100 francs mais rétrocèdera les deux dernières à l’Énergie
- La Société Anonyme l’Énergie se vit attribuer la construction de six machines (2887 à 2892) au prix de 84 125 francs et construira les machines rétrocédées par Cockerill.

## Caractéristiques

### Chaudière
La chaudière est proche de celle du type 17 mais possède un foyer mi-profond capable de brûler tous types de charbon contrairement au type 17 qui ne peut brûler que des briquettes, plus chères que le charbon tout-venant. Cette chaudière est timbrée à 12,5 kg/cm2 contre 12 pour la type 17 et compte 228 tubes. Elle n’est pas équipée de la surchauffe.

### Cylindres
Les deux cylindres sont disposés, inclinés vers l’arrière, entre les longerons du châssis et attaquent le deuxième essieu moteur par le biais d’une distribution Stephenson. Ils sont de dimension plus réduite que la locomotive des Caledonian Railways.

### Roues
Ces locomotives ne comportent aucun essieu porteur et tout leur poids adhérent (46 tonnes) est transmis sur les trois essieux moteurs qui sont d’un diamètre de 1 520 mm contre 1 524 mm (5 pieds) pour leur équivalent anglais.

### Performances
L’effort de traction de ces locomotives est de 7 290 kg.

### Autres caractéristiques
Les couvre-roues et la disposition des sablières différent des machines des Caledonian. La conduite se fait à droite et la paroi frontale de la cabine de conduite est équipée de hublots ronds comme sur leurs équivalentes anglaises.

## Tenders
Pour accompagner ces locomotives, on reproduisit le modèle de tenders de 13 m3 à trois essieux des Caledonian Railways qui sera dénommé tender type 13. C'est également ce modèle qui équipera les type 32 et 32S avec un système d'attache différent (tender type 15).
Les 12 tenders de la première tranche furent adjugés à la Société Franco-Belge le 30 août 1899 (11 622 francs et 11 694 francs).
Ceux de la seconde tranche seront adjugés le 29 août 1900 à plusieurs constructeurs
- La société Dyle et Bacalan construira 20 tenders au prix de 14 318 francs
- La société Nicaise et Delcuve en construira 10 au prix de 14 365 francs
- Les Ateliers de Construction de Bruges livreront 10 tenders au prix de 14 375 francs
- La Société Baume et Marpent construira 20 tenders au prix de 14 800 francs

Il était fréquent que les tenders des locomotives belges soient construits par d’autres firmes que leurs locomotives.
Après la Première Guerre mondiale, quelques-unes recevront les tenders à bogies de 18 m3 (tender type 11), également d'origine Caledonian, de locomotives types 17 radiées.

## Carrière et services effectués

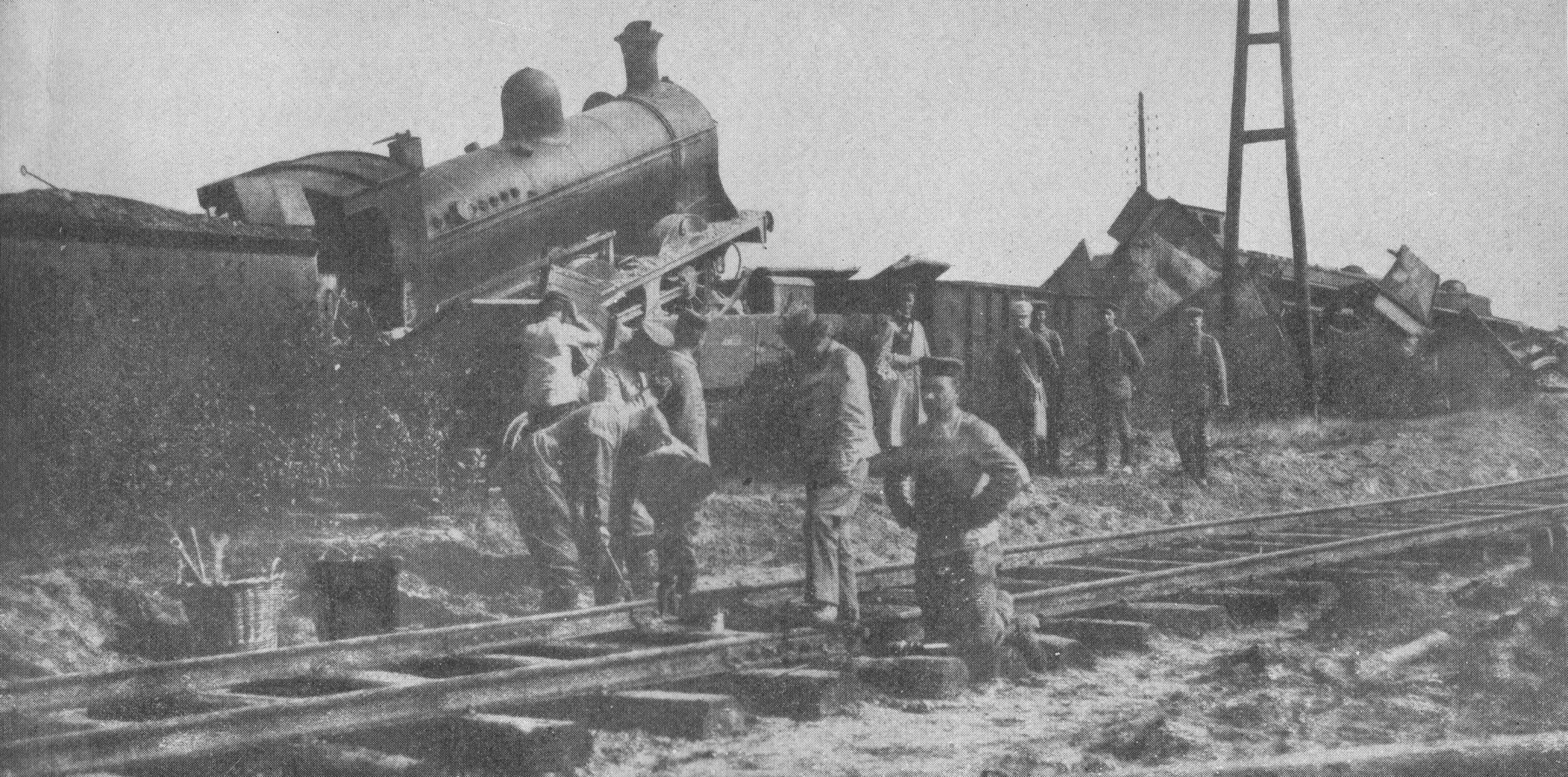
Cette Type 30 et son convoi ont été lancés sans conducteur sur une position allemande lors du siège d'Anvers

### Avant 1914
Les premières type 30 seront affectées au dépôt du Quartier Léopold (puis Schaerbeek lorsque ce dépôt fermera ses portes) et à celui de Bruxelles-Midi. Les premières assuraient les trains omnibus vers Ottignies et d’autres services sur la Ligne du Luxembourg et celles de Bruxelles-Midi assureront des omnibus et trains de marchandises vers Mons et Charleroi. L’arrivée des type 32, plus puissantes, chassa les type 30 de la Ligne du Luxembourg et des autres services exigeants et elles furent mutées vers des dépôts de province (Charleroi, Gand-Ledeberg, Landen, Liers, Merelbeke, Mons, Termonde, Tournai).

### Première Guerre mondiale
Elles payèrent un lourd tribut au premier conflit mondial, lors du siège d’Anvers plusieurs seront lancées en tête de "trains fous" pour obstruer les lignes ennemies et, comme les type 32, plusieurs de ces machines simples de conduite et d'entretien furent incorporées à des trains blindés.
Parmi les machines évacuées en France, un grand nombre sera remis en ordre de marche et utilisé en France par les armées alliées tout au long du conflit.
Les machines restées en Belgique seront remises en service par l’occupant allemand et classées dans la série G 03 au même titre que les locomotives type 32 à vapeur saturée. Elles furent parfois utilisées loin de la Belgique mais plusieurs exemplaires, endommagés par faits de guerre, sabotage ou nécessitant des réparations importantes, seront cannibalisées ou envoyées à la mitraille. En outre, l’occupant retirera systématiquement les cuivres, plaques et ornements en laiton, et il remplacera fréquemment lors des réparations les éléments en matériaux stratégiques par de l’acier ou du plomb. Elles seront employées dans des conditions difficiles (dangers de la guerre, usure, absence de pièces de rechange, réparations différées) ce qui entraînera de nombreuses mises au rebut supplémentaires.
Au lendemain de la guerre, il reste 56 exemplaires en état de marche ou réparables, les autres, représentant un tiers de la flotte, sont perdus ou en trop mauvais état pour être remis en service.

### Fin de carrière
En 1920, quatre d'entre-elles sont revendues au Chemin de Fer Gand-Terneuzen pour remplacer des locomotives surannées en service marchandises (dont la desserte de la cokerie de Sluiskil) et en service voyageurs. Ces deux machines, dont l’aspect sera légèrement altéré (cabines) sont cédées à la Société anonyme du Chemin de fer international de Malines à Terneuzen lorsque le Gand-Terneuzen est repris par la SNCB en 1930. Les autres machines du Gand-Terneuzen, plus anciennes, seront démolies.
Le rachat de ces quatre Type 30, numérotées 32 à 35, est motivé par le fait que le réseau néerlandais du Gand-Terneuzen devient entièrement à charge du Malines-Terneuzen furent utilisées aux côtés des séries 25 à 31, quasiment identiques au type 32 de l’État Belge.
Les autres, concurrencées par les type 32 et 32S, plus performantes, ainsi que par les locomotives Armistice, seront progressivement radiées des effectifs.
Seules douze machines recevront de nouveaux numéros (numérotation discontinue entre 3000 et 3018) en 1931, alors que leur retrait était largement entamé. La dernière, la 3005, sera radiée au dépôt de Gand en 1932.
Lors de la reprise du Malines-Terneuzen par la SNCB en 1948, aucune des locomotives du M.T. ne sera reprise et toutes ont été démolies.

### Préservation
Aucune type 30 n'a été sauvegardée. En revanche, les locomotives type 32 à vapeur saturée ont roulé jusque 1949 et celles équipées de surchauffe ont cessé de rouler en 1959 et une de chaque (44.021 et 41.195) a été préservée. En Angleterre, la 828 du Caledonian a été sauvegardée, remise en état de marche et restaurée en livrée bleue.

## Machines particulières
Selon certains ouvrages, une Type 30 du dépôt de Tournai aurait expérimenté un surchauffeur. La date de cet essai n'est pas précisée.